# Alignement de Rinaghju
L'alignement de Rinaghju (aussi orthographié Renaghju ou Rinaiu) est un site préhistorique, constitué d'un habitat de plein air et de deux constructions du type alignement mégalithique, situé sur la commune de Sartène en Corse-du-Sud. Le site a été occupé du Néolithique ancien jusqu'à la fin de l'âge du Bronze.

## Historique
En 1883, sous le nom d'alignement de Caouria, Adrien de Mortillet décrit ainsi le site « Compte au moins 32 menhirs, dont 28 debout et 6 renversés. Ces blocs, placés assez irrégulièrement, sont de dimensions diverses. Leur hauteur, qui est en moyenne de 1 mètre, va pour les plus grands jusqu'à 2,20 m et  2,30 m ». Le site a été fouillé clandestinement par des chercheurs de trésor et il comportait une large fosse centrale lors de sa redécouverte dans les années 1960. Des fouilles ont été réalisées sur le site, par André D'Anna et Henri Marchesi, entre 1994 et 2000 et en 2002.
Le site est classé au titre des monuments historiques par arrêté du 28 février 1975 avec l'alignement voisin d'I Stantari.

## Au Néolithique ancien
Entre 5700 et 5000 av. J.-C., le site est occupé par un habitat comportant au moins deux maisons en terre avec plusieurs foyers intérieurs en pierres et des structures extérieures empierrées. Le mobilier archéologique découvert sur place comprend des déchets d'un atelier de débitage de silex et de quartz et des tessons de céramique. Le décor au cardium de cette céramique a permis de la rattacher au Néolithique ancien cardial commun à la Sardaigne, la Corse et la Toscane.

## Monuments mégalithiques
Le site regroupe 178 monolithes dont l'aspect désordonné actuellement visible correspond à plusieurs phases de construction et de destruction. Les fouilles achevées en 2000 ont mis en évidence une première occupation du site au Néolithique final avec des traces d'habitat et des vestiges de céramique datés au radiocarbone entre 5600 et 5000 av. J.-C.. 
Un premier monument, comprenant au moins soixante-quatre monolithes (menhirs et menhirs-stèles) a été édifié sur place durant la deuxième moitié du Ve millénaire av. J.-C.. Il comprend un minimum de quarante-neuf « individus », à face large, d'une hauteur allant de 0,48 à 1,22 m. Tous ces blocs sont en granite local et sont généralement demeurés à l'état brut et ont été dressés tels quels dans des fosses d'implantation étroites sans calage. Plusieurs menhirs sont tombés au sol, certains se sont cassés. L'ensemble est organisé selon deux files principales orientées nord-ouest/sud-est et une troisième file légèrement incurvée au milieu de laquelle se dresse un grand menhir (2,65 m de hauteur) de forme régulière mais naturelle. Il pourrait s'agir du premier alignement mégalithique édifié dans la région de Sartène.
Un second monument, dont la construction n'est pas précisément datée, pourrait avoir été édifié à la fin du Néolithique ou au début de l'âge du Bronze. Il comprend un minimum de cinquante grands menhirs et menhirs-stèles dont la hauteur va de 1,43 à 3,20 m. Le plus grand pèse 4 t. La construction de ce nouveau monument a occasionné la destruction partielle du premier monument par la réutilisation de petits menhirs comme blocs de calage pour les grands menhirs. Ces grands menhirs sont issus de l'environnement local et ont été extrait dans un rayon maximum de 300 m. Ils ont été dressés sur quatre files orientées nord/sud, la plus longue mesurant 30 m de long, les trois autres environ 15 m. Cet agencement, bien distinct de celui du premier monument, est comparable avec celui des alignements d'I Stantari, de Pallaghju et d'Apazzu.

## Menhirs et statue-menhir
Les formes des menhirs sont relativement homogènes avec soit une face plane et l'autre bombée, soit les deux faces planes. Les faces planes des menhirs sont tournées vers l'est. Les blocs naturels n'ont subi qu'une mise en forme réduite hormis dans cinq cas où elle a été plus soigneuse : trois menhirs ont été intégralement martelés, les deux autres partiellement. Ils correspondent au style des menhirs proto-anthropomorphes défini antérieurement par Roger Grosjean. A l'extrémité nord de la file la plus occidentale, une statue-menhir, dite « Rinaiu I », représente un personnage portant une grande épée sur la face ventrale, cette sculpture en champlevé n'est désormais plus visible qu'en lumière rasante en raison de l'altération du granite.
Un coffre mégalithique, non daté et désormais détruit, a été édifié au nord des files les plus courtes. Il n'en demeure que quelques dalles fines à l'entrée du site.